# Paul Curie
Pour les articles homonymes, voir Curie et Famille Curie.
Compléments
Ascendant de la famille Curie
Paul François Gustave Étienne Curie, dit Paulin Curie et Paul Francis Curie en anglais (né le 16 novembre 1799 à Grand-Charmont dans le Doubs et mort le 5 octobre 1853 à Londres), est un homéopathe et saint-simonien, humaniste malthusien engagé. 

## Biographie
Paul François Gustave Étienne Curie naît le 16 novembre 1799 à Grand-Charmont dans le Doubs du mariage de Pierre Etienne Curie, lieutenant au régiment Suisse de Sonnenberg, bourgeois de Montbéliard, et d'Anne Françoise Eberhardine Duvernoy.
Docteur en médecine en 1824, il étudie les écrits de Samuel Hahnemann sur l'homéopathie dès 1832.
Le 15 septembre 1825 à Mulhouse, il épouse Augustine Hofer, fille de Jean Hofer et arrière-petite-fille de Jean-Henri Dollfus, grands industriels mulhousiens de la seconde moitié du XVIIIe siècle et de la première partie du XIXe siècle). De ce mariage, naît un fils, Eugène Curie en 1827.
Saint-simonien, il organise en 1832, une exposition de la religion saint-simonienne.
Il vit à Paris de 1833 à 1835, puis est appelé à Londres par William Leaf pour fonder un dispensaire homéopathique.

## Œuvres
- (en) Principles of homoeopathy « Les principes de l'homéopathie », Paul Francis Curie[5].

- (en) Practice of Homoeopathy, Paul Francis Curie. Editio princeps chez J.B. Baillière[6].

- (en) Domestic Homeopathy, Paul Francis Curie et Gideon Humphrey. Editio princeps chez Jesper Harding publishing, Philadelphia, 1839[7].

## Pour approfondir